# Малая Сухаревская площадь
Ма́лая Су́харевская площадь — одна из центральных площадей Москвы, часть Садового кольца, расположена в Мещанском районе между проспектом Мира, Сретенкой и Садовой-Сухаревской улицей. На пересечении со Сретенкой находится станция метро «Сухаревская».

## История
В месте пересечения Сретенки с оградой Земляного города возникла площадь, которая после возведения в 1692—1695 годах Сухаревой башни оказалась разделённой на две части. Оказавшаяся слева от Сретенки (если смотреть от центра) площадь в середине XIX века получила название Малая Сухаревка или Малая Сухаревская площадь. В 1934 году Сухарева башня была снесена, а всё пространство, занимаемое Сухаревскими площадями, переименовано в Колхозную площадь — «в честь 1-го Всесоюзного съезда колхозников-ударников и в ознаменование осуществления коллективизации сельского хозяйства». В 1939 году она была разделена на Малую и Большую Колхозные площади, которым в 1994 году были возвращены исторические названия Сухаревских.

## Описание

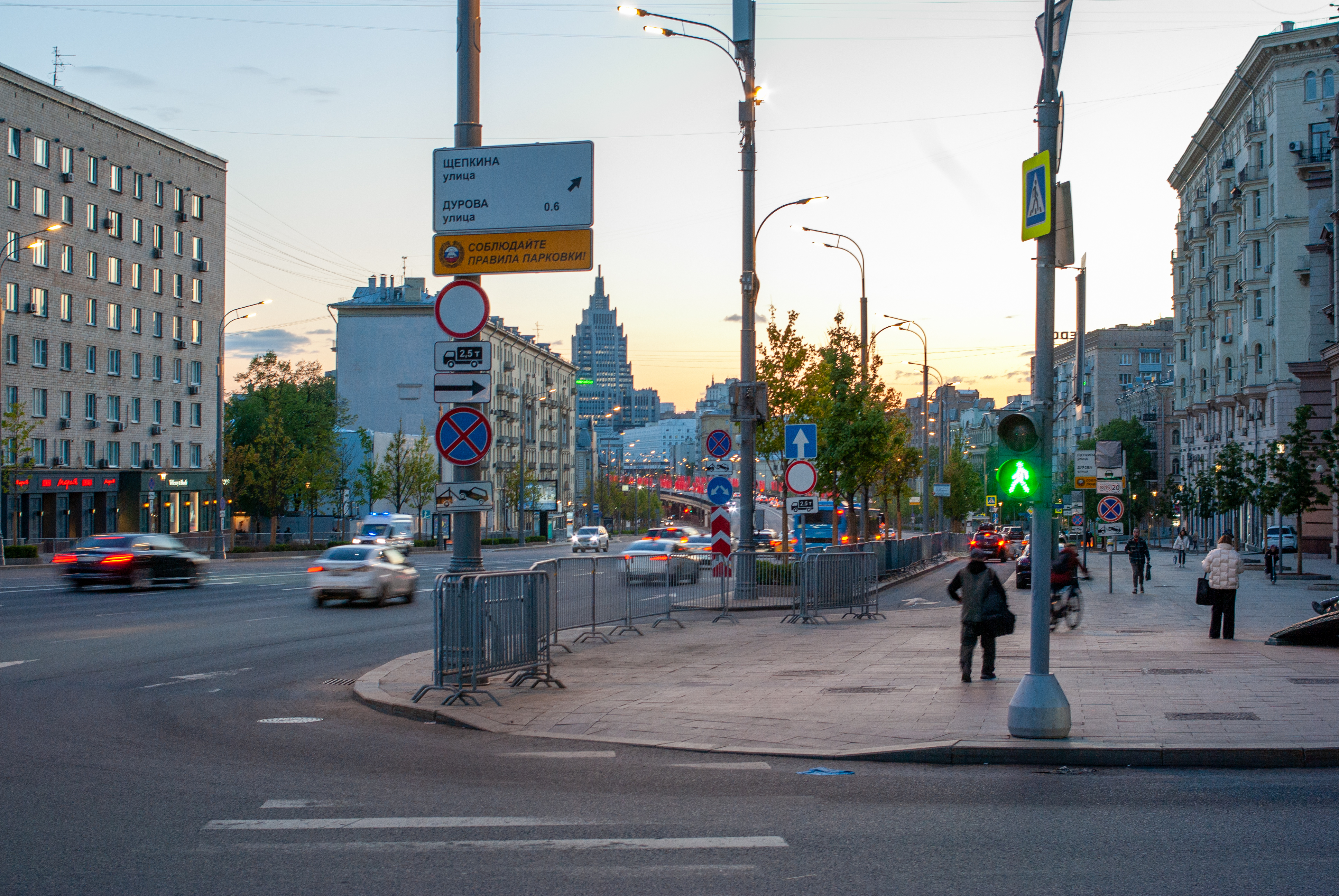
Малая Сухаревская площадь, вид в западном направлении (2023)

Малая Сухаревская площадь расположена на Садовом кольце между Садовой-Сухаревской улицей и Большой Сухаревской площадью. Начинается от пересечения Садового кольца с Мещанской улицей, проходит на восток, слева на север от неё отходят улица Щепкина, улица Гиляровского и заканчивается на пересечении со Сретенкой и проспектом Мира. Далее на восток по Садовому кольцу начинается Большая Сухаревская площадь.

## Примечательные здания и сооружения
По нечётной стороне

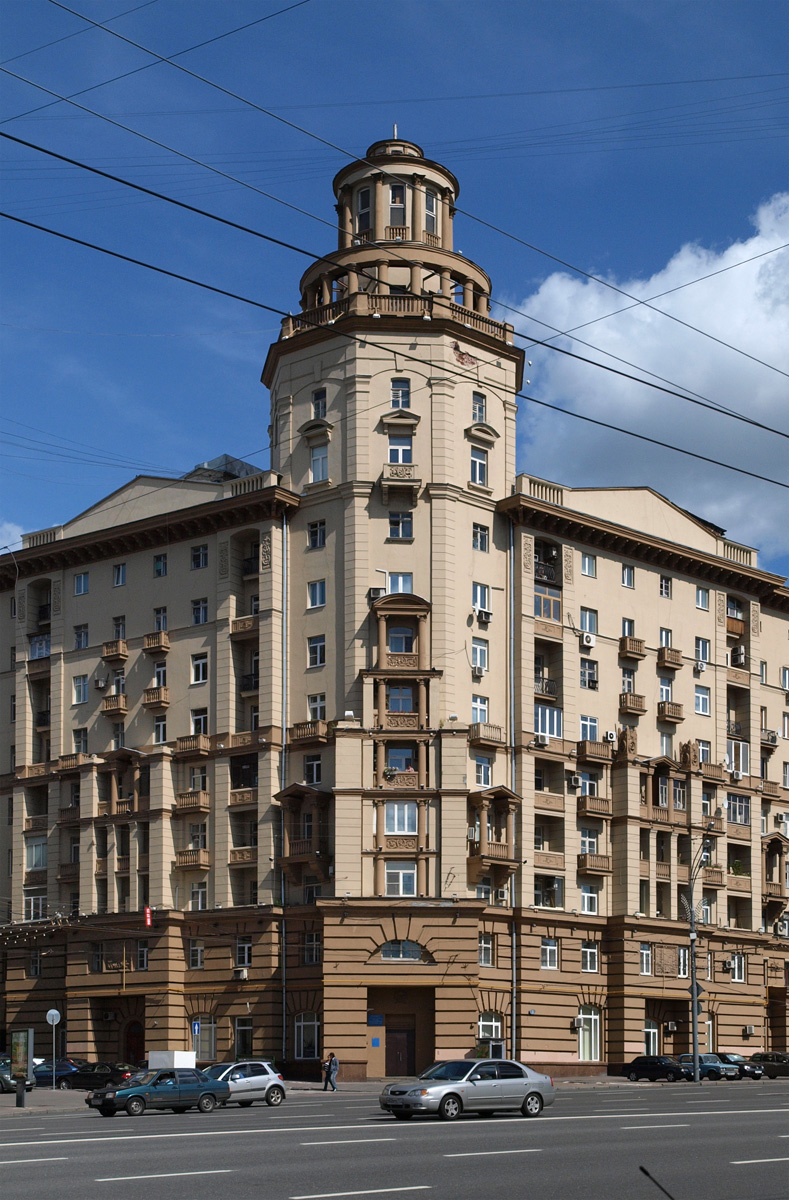
Дом № 3, строение 2.

- № 1 — жилой дом (1950-е гг.)[1], в этом доме в 1954—1969 годах жил народный артист РСФСР М. Н. Бернес[2].
- № 3, строение 2 — жилой дом с поликлиникой (1951, архитектор К. И. Джус-Даниленко)[1]. Ныне в доме размещается детская стоматологическая поликлиника № 36 ЦАО.
- № 5/2 — Московский театр Олега Табакова (новая сцена)[3]. Возле здания установлена скульптурная композиция «Атом солнца Олега Табакова»[4]. С 29 сентября 2022 года по инициативе художественного руководителя театра Владимира Машкова на фасаде здания висит огромная буква Z в знак поддержки вторжения России в Украину[5].

По чётной стороне
- № 6, строения 1—4 — Доходный дом Страхового общества «Жизнь» (1873 год; перестроен в 1899 году, архитектор Н. Д. Струков). Четыре 4-этажных корпуса образуют разомкнутое каре узкого двора. Нижние этажи занимали лавки и трактиры, верхние — недорогие гостиницы[6]. Все четыре корпуса расселены, строения 1 и 4 лишены кровель, перекрытий и части капитальных стен. Внесён в Красную книгу Архнадзора (электронный каталог объектов недвижимого культурного наследия Москвы, находящихся под угрозой)[6].
- № 8 — Доходный дом Гефсиманского подворья. В 1851 году за Гефсиманским скитом Троице-Сергиевой лавры, основанным семью годами раньше, был закреплен обширный земельный участок невдалеке от основного подворья Лавры на Самотёке, именовавшегося Троицко-Сухаревским. Дом построен в 1874 году по проекту церковного архитектора Дмитрия Алексеевича Гущина[7]. Внесён в Красную книгу Архнадзора (электронный каталог объектов недвижимого культурного наследия Москвы, находящихся под угрозой)[7].
- № 12 — торгово-офисный центр «Садовая галерея».

## Движение транспорта
Автомобильное движение по площади — двустороннее 8-полосное на каждой стороне.

## Общественный транспорт
- Станция метро  Сухаревская
- Автобус: Б